# Луба
Луба (Luba) е град в Екваториална Гвинея. Административен център на провинция Южна Биоко. Населението на града през 2012 година е 7739 души. През 1999 г. е основано морско пристанище.